# Ctenocolletes nicholsoni
Ctenocolletes nicholsoni là một loài ong trong họ Stenotritidae. Loài này được Cockerell miêu tả khoa học đầu tiên năm 1929.